# Bluestocking
Bluestocking (Błękitna Pończocha) – wyemancypowana i wykształcona kobieta, interesująca się literaturą i polityką, szczególnie w XVIII wieku w Wielkiej Brytanii. Nazwa pochodzi od Blue-Stocking Society.
We wczesnych latach pięćdziesiątych XVIII wieku Elizabeth Montagu założyła Blue-Stocking Society, pierwszą prawdziwie naukową organizację kobiecą. Do tego klubu należały m.in. Ada Lovelace i Margaret Cavendish Bentinck (księżna Portland) wraz ze swoją przyjaciółką, Mary Delany.
W sensie szerszym, za "błękitną pończochę" można uznać też np. pisarkę polityczną Mary Wollstonecraft czy Hester Lynch Piozzi. W dziewiętnastowiecznej powieści Elizabeth Gaskell Wives and Daughters główna bohaterka imieniem Molly jest pytana, czy zamierza zostać bluestocking, gdyż przejawia zainteresowanie biologią.
W Japonii na przełomie lat 1911-1916 ukazywała się gazeta Seitō (Bluestocking) adresowana do kobiet i zajmująca się literatura kobiecą.
Nazwa blue-stocking była również używana w pruderyjnej XIX-wiecznej Wielkiej Brytanii wobec wszystkich kobiecych przedsięwzięć o charakterze naukowym. We Francji wykształcone kobiety nazywano mianem sawantek (les savantes).
Wbrew powszechnemu przekonaniu, nie ma żadnych dowodów, że wykształcone kobiety Wenecji w XV wieku używały błękitnych pończoch jako swoistej odznaki.